# 奥布瑞客清真寺

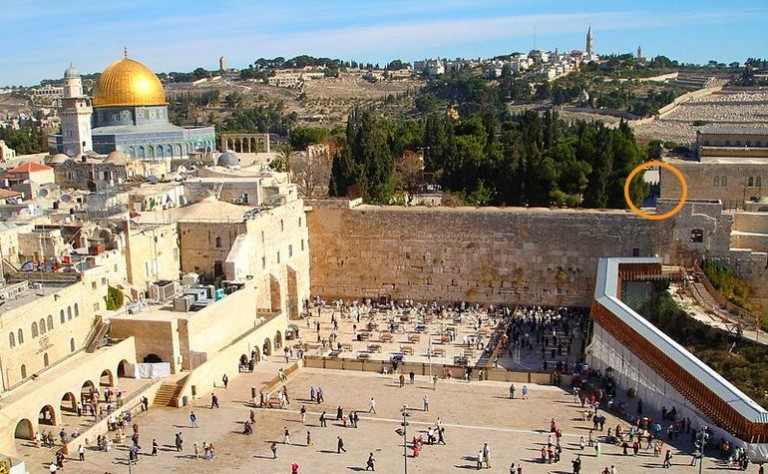
奥布瑞客清真寺位于西墙边（橙色圆环）

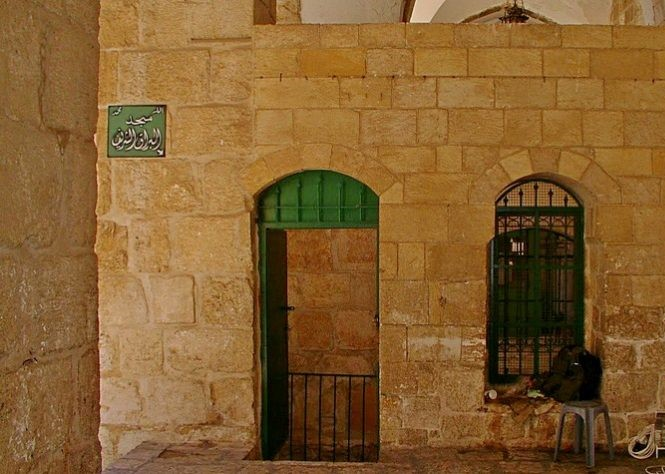
奥布瑞客清真寺入口

奥布瑞客清真寺 (Al-Buraq Mosque；阿拉伯语: مَسْجِدُ ٱلْبُرَاق - Masjid al-Buraq)是一个清真寺，位于耶路撒冷旧城的圣殿山。它位于曾经通往西墙南端的巴克莱门（Barclay's Gate）的通道上，该门已被封闭了许多个世纪。
这座小型建筑，位于阿克萨大院的西南角，被认为是穆罕默德骑上布拉克 (神兽)，夜行登霄的地方，墙上的铁环，向参观者表明其确切的位置。
1689年，Abd al-Ghani al-Nabulsi描述了这座清真寺。